# ロバート・パティンソン
ロバート・ダグラス・トーマス・パティンソン（Robert Douglas Thomas Pattinson, 1986年5月13日 - ）は、イギリスの俳優、モデル、歌手。

## 来歴

### 生い立ち
イングランド・ロンドン出身。父親のリチャードはクラシック・カーの輸入業、母親のクレアはモデル事務所で働いていた。2人の姉（リジー、ヴィクトリア）がいる。12歳の時に一定期間の間だけモデルをしていたことがある。15歳の時にアマチュア劇団バーンズ・シアター・グループの一員として本格的に演劇をはじめる。

### キャリア
2004年にテレビ映画『ニーベルングの指環』でデビュー。同年公開の『悪女』に出演したが、劇場版では出演シーンがカットとなってしまった（DVD版では収録されている）。翌年公開の『ハリー・ポッターと炎のゴブレット』のセドリック・ディゴリー役で注目を集める。
2008年公開の『トワイライト〜初恋〜』で演じた、主人公ベラ・スワンの恋人エドワード・カレン役でブレイクした。『トワイライト〜初恋〜』においては、サム・ブラッドリーと共作してパティンソンが歌った「Never Think」という楽曲が挿入歌として使用されており、曲はサウンドトラックに収録されている。『トワイライト』シリーズでは、全作にわたってエドワード・カレン役を演じている。
2009年には第81回アカデミー賞のプレゼンターを務め、同年公開の『天才画家ダリ 愛と激情の青春』では画家のサルバドール・ダリを演じた。

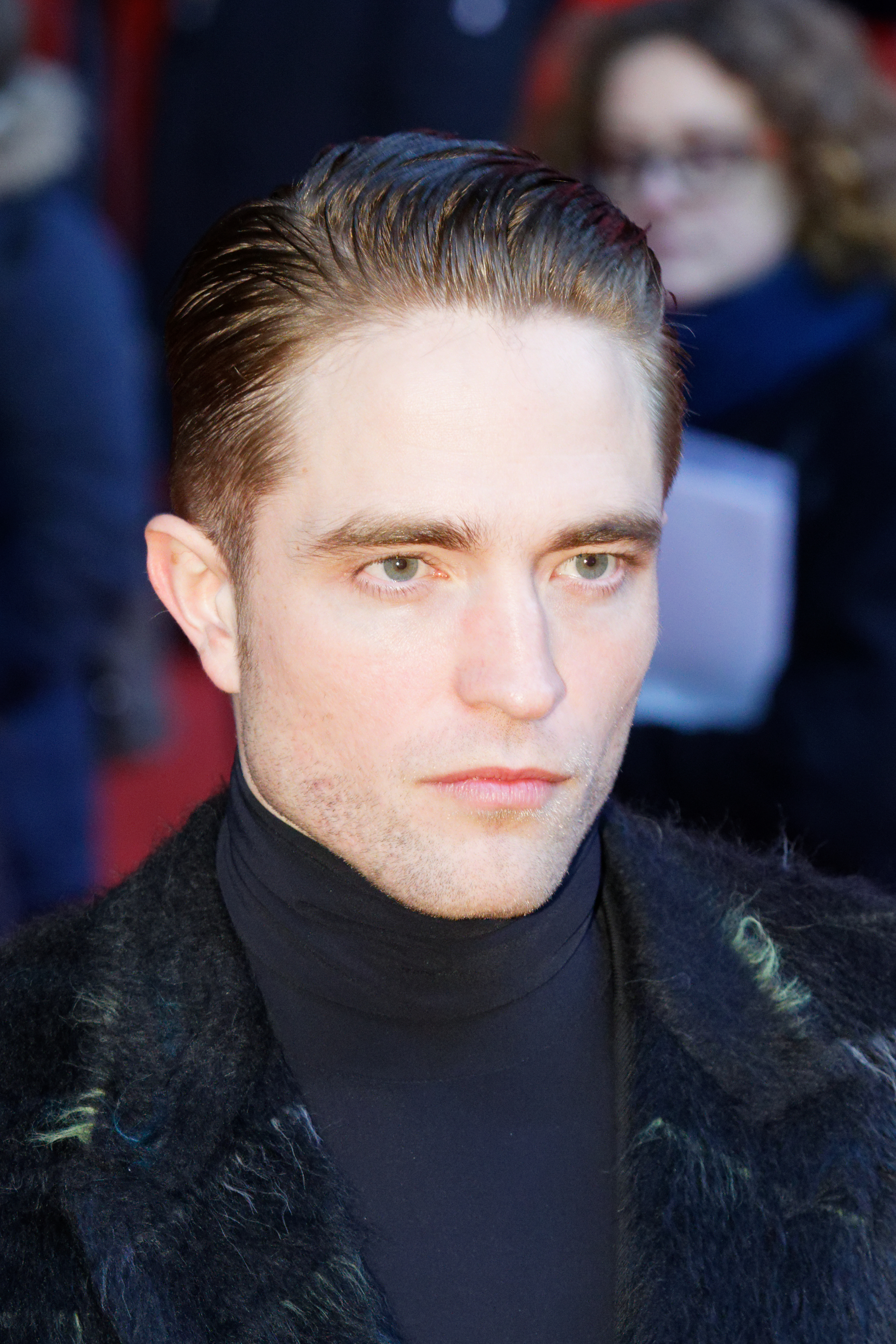
2017年、第67回ベルリン国際映画祭でのパティンソン

2015年公開の『ディーン、君がいた瞬間』ではジェームズ・ディーンを撮影したカメラマン、デニス・ストックを演じ、2017年公開に主演した『グッド・タイム』では、監督であるベニー・サフディと劇中の役柄と同じニューヨーク最下層の兄弟になりきって語り合うなど役作りをして挑んだ。
2020年にクリストファー・ノーラン監督による国際的なスパイの世界を舞台にしたアクション大作『TENET テネット』に出演。
2022年公開のマット・リーヴス監督による『THE BATMAN-ザ・バットマン-』では主演のブルース・ウェイン / バットマン役に抜擢された。

### 資産・金銭
2010年7月、ニューヨーク・マガジンによると、映画『トワイライト』シリーズで一躍トップスターになったパティンソンだが、その出演料も破格の額に上がっているという。パティンソンはトワイライトの最終章の『トワイライト・サーガ/ブレイキング・ドーン Part1』と『トワイライト・サーガ/ブレイキング・ドーン Part2』の2部作でそれぞれ2,500万ドル（日本円で約22億5,000万円）の出演料が約束されており、作品がヒットすればさらにプラス1,600万ドル（日本円で約14億4,000万円）を手にすることになるという。ハリウッドにおいて2,000万ドル以上の出演料を手にするのは、ウィル・スミスやトム・クルーズなどの「A級リスト俳優」と呼ばれる一握りの人物に限られており、若手俳優としては異例である。
2010年11月、英ヒート・マガジンが最もリッチな30歳以下のイギリス人スターランキングを発表し、パティンソンは推定総資産額1,850万ポンド（日本円で約24億1,400万円）で5位にランクインした。ちなみにこのランキングの上位5位はシンガーではなく映画俳優が独占した。
2011年5月、イギリスの30歳未満の億万長者リストが発表され、パティンソンは総資産額は3,200万ポンド（約42億2,400万円）で昨年の14位から8位に大幅に順位を上げた。
2011年6月、経済誌『フォーブス』が「最も稼いでいる30歳未満のセレブ」を発表し、2010年の5月からの1年間で2,000万ドル（日本円で約16億円）稼いで15位にランクインした。このランキングのトップ20はミュージシャンとスポーツ選手が占めており、俳優はパティンソンとクリステン・スチュワートだけだった。

## 私生活
趣味は音楽の演奏で、ギターとキーボードが得意だという。
2009年、エイズのチャリティ・イベントのためにパティンソンの頬にキスをできる権利をオークションにかけ、2人がそれぞれ2万ユーロ（日本円で約222万円）で落札したという。
2010年12月、charitybuzz.comによると、パティンソンは世界中の恵まれない子供達を救うチャリティー団体『GO Campaign』に寄付するために映画『トワイライト』シリーズの第4弾となる『トワイライト・サーガ/ブレイキング・ドーン』の撮影地を見学する権利をオークションにかけ、3万2500ドル（日本円で約273万円）で落札されたという。プランの内容はオークションの落札者とゲスト3人に対し、2011年の2月から4月中旬の間にカナダのバンクーバーで行われる『トワイライト・サーガ/ブレイキング・ドーン』の撮影現場を1日見学し、出演者のクリステン・スチュワート、テイラー・ロートナー、ダコタ・ファニングと面会する機会を与えるとともにフォーシーズン・ホテルに2泊し、VIPリムジンでホテルと撮影現場を送迎するという。
インタビュアーから奇妙なジョークが多いと評されており、「バレエ映画をやりたい。バレエのやりかたは知らないが、僕の中にバレリーナがいると思う」「休日はソファでゴロゴロするための30代の体だから」「（シダーウッドの匂いを嗅いで）これはとても懐かしい匂いだ。僕は小さい頃よく鉛筆を食べていたから」「（映画『ザ・バットマン』が成功しなかったら）ポルノをやる」などの発言がある、こういったジョークの数々に対しロバート本人は「ジョークを発言するんだけど、記者がそれを本気にして記事を書くので、僕はもう収拾がつかなくなる。（例えば）21歳くらいにインタビューで髪を洗わないと言ったことが15年も付きまとっている」と語っている。

### 交友関係
アンドリュー・ガーフィールド、ジェイミー・ドーナン、エディ・レッドメインは元同居人であり、全員イギリス人俳優で同年代である彼らは、同時期にハリウッド作品のオーディションを受けるためにロサンゼルスに移住し、売れない時期をともに過ごした。
映画『トワイライト』シリーズで共演した女優クリステン・スチュワートと交際していたことが有名でファンは2人の名前を合わせて「ロブステン」と呼んでいた。報道当初は否定していたが、2010年2月にパティンソン本人が認めた。「トワイライト」の撮影時はクリステンが17歳で交際を禁止されていたため、正式に付き合いだしたのは『ニュームーン』撮影中の2009年夏頃である。2010年10月、トワイライトの最終章の撮影地であるニューオリンズで撮影のためにスチュワートと共に月5000ドル（日本円で約40万5000円）の家を借りた。関係者は「クリステンは『試験的結婚みたいね』とジョークを言っています」とコメントしている。2012年、スチュワートが出演した映画『スノーホワイト』の監督ルパート・サンダースとの浮気報道後破局、その後復縁したが再度破局した。
過去に女優のカミーラ・ベルと交際していたことがある、と報道されていたがパティンソン本人が交際の噂を否定している。
2014年よりシンガーソングライターのFKAツイッグスと交際を始め、2015年に婚約したが2017年に破局し婚約も破棄した。
2018年より女優のスキ・ウォーターハウスと交際している。2023年11月、ウォーターハウスと婚約した。

## フィルモグラフィ
※役名の太字表記は主演。

### 映画

#### 劇場公開映画
| 年   | 題名                                                                                      | 役名                                            | 備考                                              | 吹き替え                                          |
| ---- | ----------------------------------------------------------------------------------------- | ----------------------------------------------- | ------------------------------------------------- | ------------------------------------------------- |
| 2004 | 悪女 Vanity Fair                                                                          | ラウディ・クロウリー                            | クレジットなし 出演シーン削除                     |                                                   |
| 2005 | ハリー・ポッターと炎のゴブレット Harry Potter and the Goblet of Fire                      | セドリック・ディゴリー                          |                                                   | 日野聡                                            |
| 2007 | ハリー・ポッターと不死鳥の騎士団 Harry Potter and the Order of the Phoenix                | セドリック・ディゴリー                          | アーカイブ映像                                    | （台詞なし）                                      |
| 2008 | 真夜中のギタリスト How To Be                                                              | アート                                          |                                                   | （吹き替え版なし）                                |
| 2008 | トワイライト〜初恋〜 Twilight                                                             | エドワード・カレン                              | 櫻井孝宏（ソフト版） ウエンツ瑛士（日本テレビ版） |                                                   |
| 2009 | 天才画家ダリ 愛と激情の青春 Little Ashes                                                  | サルバドール・ダリ                              | 日本劇場未公開                                    | （吹き替え版なし）                                |
| 2009 | ニュームーン/トワイライト・サーガ New Moon                                                | エドワード・カレン                              |                                                   | 櫻井孝宏（ソフト版） ウエンツ瑛士（日本テレビ版） |
| 2010 | リメンバー・ミー Remember Me                                                              | タイラー・ホーキンス                            | 兼製作総指揮                                      | 櫻井孝宏                                          |
| 2010 | エクリプス/トワイライト・サーガ Eclipse                                                   | エドワード・カレン                              |                                                   | 成宮寛貴（劇場公開版） 櫻井孝宏（ソフト版）       |
| 2011 | 恋人たちのパレード Water for Elephants                                                    | ジェイコブ・ジャンコウスキー                    | 内田夕夜                                          |                                                   |
| 2011 | トワイライト・サーガ/ブレイキング・ドーン Part1 The Twilight Saga: Breaking Dawn - Part 1 | エドワード・カレン                              | 櫻井孝宏                                          |                                                   |
| 2012 | ベラミ 愛を弄ぶ男 Bel Ami                                                                 | ジョルジュ・デュロア                            | （吹き替え版なし）                                |                                                   |
| 2012 | コズモポリス Cosmopolis                                                                   | エリック・パッカー                              | 櫻井孝宏                                          |                                                   |
| 2012 | トワイライト・サーガ/ブレイキング・ドーン Part2 The Twilight Saga: Breaking Dawn - Part 2 | エドワード・カレン                              | 櫻井孝宏                                          |                                                   |
| 2014 | 奪還者 The Rover                                                                          | レイ                                            | 山本匠馬                                          |                                                   |
| 2014 | マップ・トゥ・ザ・スターズ Maps to the Stars                                              | ジェローム・フォンタナ                          | 櫻井孝宏                                          |                                                   |
| 2015 | アラビアの女王 愛と宿命の日々 Queen of the Desert                                         | トーマス・エドワード・ロレンス                  | （吹き替え版なし）                                |                                                   |
| 2015 | ディーン、君がいた瞬間 Life                                                               | デニス・ストック                                | （吹き替え版なし）                                |                                                   |
| 2015 | シークレット・オブ・モンスター The Childhood of a Leader                                  | チャールズ・マーカー 大人のプレスコット         | （吹き替え版なし）                                |                                                   |
| 2016 | ロスト・シティZ 失われた黄金都市 The Lost City of Z                                       | ヘンリー・コスティン                            | 益山武明                                          |                                                   |
| 2017 | グッド・タイム Good Time                                                                  | コンスタンティン・"コニー"・ニカス              | 不明                                              |                                                   |
| 2018 | ダムゼル とらわれのお嬢さん Damsel                                                        | サミュエル・アラバスター                        | （吹き替え版なし）                                |                                                   |
| 2018 | ハイ・ライフ High Life                                                                    | モンテ                                          | 峰晃弘                                            |                                                   |
| 2019 | ライトハウス The Lighthouse                                                               | イーフレイム・ウィンズロー / トーマス・ハワード | 櫻井孝宏                                          |                                                   |
| 2019 | ウェイティング・バーバリアンズ 帝国の黄昏 Waiting for the Barbarians                      | マンデル准尉                                    | 須嵜成幸                                          |                                                   |
| 2020 | TENET テネット Tenet                                                                      | ニール                                          | 櫻井孝宏                                          |                                                   |
| 2022 | THE BATMAN-ザ・バットマン- The Batman                                                     | ブルース・ウェイン / バットマン                 | 櫻井孝宏                                          |                                                   |
| 2023 | 君たちはどう生きるか The Boy and the Heron                                                | 青サギ / サギ男                                 | 声の出演（英語版吹き替え）                        | 菅田将暉（原語版の声優）                          |
| 2025 | ミッキー17 Mickey 17                                                                      | ミッキー・バーンズ                              |                                                   | 成河                                              |
| 2025 | Die, My Love                                                                              | ジャクソン                                      |                                                   |                                                   |
| 2026 | オデュッセイア（原題） The Odyssey                                                        | TBA                                             | TBA                                               |                                                   |
| 2027 | ザ・バットマン パート2（仮題） The Batman Part II                                         | ブルース・ウェイン / バットマン                 | TBA                                               |                                                   |
| TBA  | The Drama                                                                                 | TBA                                             | TBA                                               |                                                   |
| TBA  | Primetime                                                                                 | TBA                                             | TBA                                               | 兼製作                                            |
| TBA  | How To Save A Marriage                                                                    | N/A                                             | TBA                                               | 製作                                              |

#### テレビ映画・ビデオ映画
| 年   | 題名                                     | 役名             | 備考       | 吹き替え |
| ---- | ---------------------------------------- | ---------------- | ---------- | -------- |
| 2004 | ニーベルングの指環 Ring of the Nibelungs | ギゼルハー       | テレビ映画 | 石井揮之 |
| 2006 | The Haunted Airman                       | トビー・ジャグ   | テレビ映画 | N/A      |
| 2007 | The Bad Mother's Handbook                | ダニエル・ゲール | テレビ映画 | N/A      |
| 2010 | Love & Distrust                          | リチャード       | ビデオ映画 | N/A      |

#### WEB配信映画
| 年   | 題名                                      | 役名                             | 配信局  | 吹き替え |
| ---- | ----------------------------------------- | -------------------------------- | ------- | -------- |
| 2019 | キング The King                           | ドーファン                       | Netflix | 櫻井孝宏 |
| 2020 | 悪魔はいつもそこに The Devil All the Time | プレストン・ティーガーディン牧師 | Netflix | 櫻井孝宏 |

### 短編映画
| 年   | 題名             | 役名       | 備考   |
| ---- | ---------------- | ---------- | ------ |
| 2009 | The Summer House | リチャード |        |
| 2017 | Fear & Shame     | 本人役     | 兼脚本 |

## 日本語吹き替え
『トワイライト〜初恋〜』以降、櫻井孝宏が大半の作品で声を担当している。
櫻井はパティンソンについて『TENET テネット』で担当した際に「背が大きいし、あごのラインもしっかりしている。声のトーンも、高いような低いような、ちょっと不思議な音色の声をしているんです。それでいて、ちょっと影があって色っぽい。ただ彼の声は何度かやらせていただいているというアドバンテージがあったので、今回は作品の難しさの方に集中して収録をすることができました。彼の変化というか、俳優としての道のりをたどっていく楽しみはありますね。」と語っている。
このほかにも、日野聡、内田夕夜、石井揮之、山本匠馬、成河、ウエンツ瑛士なども声を当てている。